# Hors-la-loi
Hors-la-loi (àrab: خارجون عن القانون, Ḫārijūn ʿan al-qānūn) és una pel·lícula dramàtica franco-algeriana del 2010 dirigida per Rachid Bouchareb, protagonitzada per Jamel Debbouze, Roschdy Zem i Sami Bouajila. La història té lloc entre 1945 i 1962, i se centra en la vida de tres germans algerians a França, en el context del moviment nacionalista algerià i la Guerra d'Algèria. És una seqüela independent de la pel·lícula de Bouchareb Dies de glòria (2006), que es va ambientar durant la Segona Guerra Mundial. Hors-la-loi va ser una producció majoritària francesa amb coproductors a Algèria, Tunísia i Bèlgica.
Un retrat històricament poc ortodox de la massacre de Sétif i Guelma de 1945, la pel·lícula va provocar una polèmica política a França. Les crítiques de la pel·lícula la van comparar amb westerns i pel·lícules de gàngsters, i els crítics van fer observar que els activistes independentistes agradaven a la Resistència francesa, durant la Segona Guerra Mundial. Hors-la-loi va representar Algèria als Premis Oscar de 2010, on va ser nominada al Oscar a la millor pel·lícula en llengua estrangera.

## Repartiment
- Jamel Debbouze com a Saïd
- Roshdy Zem com a Messaoud
- Sami Bouajila com a Abdelkader
- Chafia Boudraa com a La mare
- Bernard Blancan com el coronel Faivre
- Sabrina Seyvecou com Hélène
- Assaad Bouab com a Ali
- Thibault de Montalembert com a Morvan
- Samir Guesmi com a Otmani
- Jean-Pierre Lorit com a Picot
- Ahmed Benaissa com El pare
- Larbi Zekkal com el cap
- Louiza Nehar com a Zohra
- Mourad Khen com a Sanjak
- Mohamed Djouhri com a entrenador
- Mustapha Bendou com a Brahim
- Abdelkader Secteur com Hamid
- Damien Bonnard com a empleat del Cabaret

## Producció
Hors-la-loi no es va escriure com una seqüela directa de la pel·lícula de 2006 de Rachid Bouchareb Dies de glòria, sobre nord-africans que van lluitar per França a la Segona Guerra Mundial, però en comparteix molts dels actors principals, i comença en el lloc de la història on acaba la pel·lícula anterior. Bouchareb va dir: «No pots deixar d'associar-los, perquè són els mateixos soldats que van lluitar per França contra Alemanya, molts d'ells eren els mateixos soldats que després van lluitar contra França. Així doncs, històricament parlant, el mateix grup de persones va passar moltes coses al principi de la seva vida. Quan vaig entrevistar gent per a Dies de glòria, moltes de les persones amb qui parlava també em van explicar què va passar després, que és com vaig arribar a escriure l'altra pel·lícula.» Bouchareb va investigar el tema durant nou mesos, principalment entrevistant persones. Va trigar dos anys en acabar el guió.

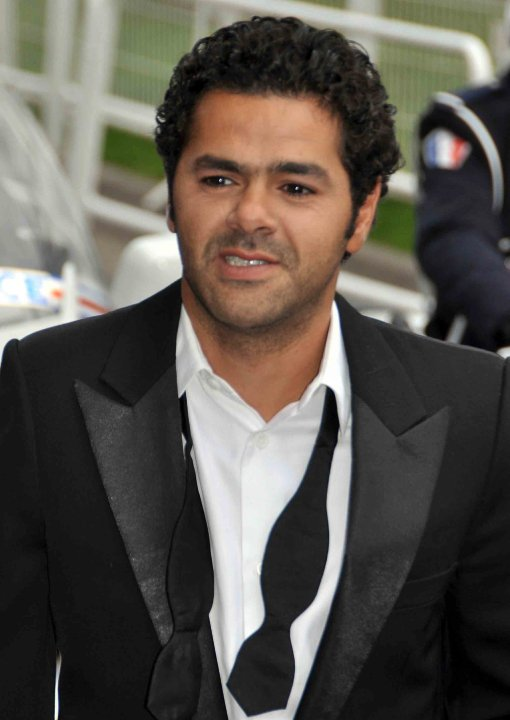
Jamel Debbouze al Festival de Cannes per a l'estrena de la pel·lícula

La pel·lícula va ser escrita tenint en compte els actors Jamel Debbouze, Roschdy Zem i Sami Bouajila des del principi. Debbouze va descriure el lloc del seu paper com el germà petit, i els vincles més forts amb la família, com una clau per apropar-se al personatge.
El personatge de Zem es va inspirar en el personatge interpretat per Sterling Hayden a La jungla d'asfalt. Zem va dir: «Quan vaig veure la pel·lícula, era obvi el que buscava en Rachid: una combinació de força bruta i moderació». Bouajila va dir sobre el desenvolupament del seu personatge: «Vaig intentar descobrir com, a través de les seves conviccions o de l'orgull, un home pot caure en el parany del seu propi carisma i arrossegar altres persones amb ell. Quan tot s'escapa del seu control, s'ha d'enfrontar a si mateix i s'adona que només és un home.»
La producció de 19,5 milions d'euros va ser liderada per Tessalit Productions de França en coproducció amb France 2, France 3 i companyies d'Algèria, Tunísia i Bèlgica. El finançament va ser concedit pel CNC i mitjançant prevenda a Canal+. Del total de la inversió, el 59% provenia de França, el 21% Algèria, 10% Tunísia i 10% Bèlgica.
El rodatge va començar a finals de juliol de 2009 i va durar cinc mesos. Aproximadament el 90% de la pel·lícula es va rodar a l'estudi. L'equip es va moure entre instal·lacions i ubicacions a París, Algèria, Tunísia, les ciutats belgues Charleroi i Brussel·les, Alemanya i els Estats Units, amb escenes ambientades a la Seu de les Nacions Unides.

## Recepció
La pel·lícula es va estrenar el 21 de maig de 2010, en competició al 63è Festival Internacional de Cinema de Canes. a distribució francesa va ser a càrrec de StudioCanal i l'estrena va tenir lloc el 22 de setembre de 2010. Es va estrenar a Algèria el 6 d'octubre del mateix any. Als Estats Units, la pel·lícula es va distribuir a través de Cohen Media Group, que el va llançar a Nova York el 3 de novembre, a Los Angeles el 10 de novembre i en una tirada limitada a tot el país el 26 de novembre.

### Resposta crítica
Hors-la-loi té una puntuació d'aprovació del 76% al lloc web de l'agregador de ressenyes Rotten Tomatoes, basat en 41 ressenyes, i una puntuació mitjana de 6,46/10. També té una puntuació de 59 sobre 100 a Metacritic, basat en 14 crítics, que indica «crítiques mixtes o mitjanes».
François-Guillaume Lorrain de Le Point va comparar la narració de la pel·lícula amb les pel·lícules de cinema negre i western com ara El bo, el lleig i el dolent. Lorrain va argumentar que la forma va donar lloc a l'exageració i la maldestra, la qual cosa va carregar la pel·lícula, i va evocar preguntes sobre l'equilibri entre el cinema com a transportador de la veritat i el cinema com a entreteniment lleuger. Lorrain va assenyalar que, llevat d'un parell d'excepcions, «els francesos tenen el paper de dolents... amb una comparació que corre el risc de fer remolar les dents: els francesos se semblen als alemanys quan els algerians es posen els vestits de membres de la resistència. Difícil sortir de Hors-la-loi sense un sentiment de culpa, ja provocat amb Dies de glòria de Bouchareb, que, filmant el costat oposat del magrebins, pressiona on fa mal a la història oficial de França. Al mateix temps, no ofereix una imatge optimista del FLN, ni molt menys.» Thomas Sotinel de Le Monde va criticar la pel·lícula per utilitzar estereotips, i com l'excés d'artifici en la narració «ofega els esforços dels actors», concloent que «Hors-la-loi s'esfondra sota el pes de l'espectacle».
Pel que fa a les controvèrsies, Fayçal Métaoui, que va revisar la pel·lícula per al diari algerià El Watan, va escriure: «Alguns crítics francesos van creure que veien “un paral·lelisme inacceptable” entre la lluita contra l'horrible règim nazi i la presència colonial francesa a Algèria. No sembla ser aquesta la intenció d' Hors-la-loi, ja que l'objectiu era demostrar que França no havia fet una certa promesa als algerians... La pel·lícula, perfecta a nivell estètic i llunyana d'un fracàs de taquilla, pot ser inscrita al registre anticolonial però no antifrancès». Métaoui també va felicitar que Bouchareb hagués triat retratar els violents enfrontaments entre el Moviment Nacional Algerià i el Front d'Alliberament Nacional, un episodi que «la història oficial d'Algèria ha ignorat completament».
The Philadelphia Inquirer va publicar una ressenya de Carrie Rickey on aquest afirma: «Sota l'òbvia influència de Francis Ford Coppola, Bouchareb emmarca els seus guerrillers com els homòlegs algerians dels Corleone», referint-se a la pel·lícula estatunidenca El padrí. A més, diu que Hors-la-loi té «un enorme deute amb L'Armée des ombres (1969) de Jean-Pierre Melville, sobre combatents de la resistència francesa decidits en el seu objectiu de subvertir els nazis». Rickey va escriure: «Bouchareb de vegades és massa únic: la seva pel·lícula podria haver estat més rica emocionalment si hagués escrit escenes que mostren la vida domèstica dels personatges i no estrictament les seves esferes professionals».
Stephen Holden de The New York Times va qualificar Hors-la-loi com «una pel·lícula didàctica i manipuladora sense vergonya», i també va veure paral·lelismes amb El Padrí i L'Armée des ombres: «Aquestes són sabates poderoses per omplir, i per poderosa i ben feta que sigui, Hors-la-loi és massa esquemàtica i decidida per allotjar-se a la teva ment com una èpica cinematogràfica plenament realitzada. Els seus pocs personatges femenins són, en el millor dels casos, incomplets.»

### Reaccions polítiques
Abans de l'estrena de la pel·lícula, ja va rebre polèmica política i crítiques d'orientació nacionalista a França. Lionnel Luca, membre de l'Assemblea Nacional de la UMP, va demanar una revisió pel Servei Històric de Defensa tan aviat com va saber parlar del projecte. Guy Pervillé va deplorar l'acceptació inevitable per part dels espectadors de la pel·lícula com a representació de la veritat històrica. El Servei Històric de Defensa va afirmar que «els errors i anacronismes són tants i tan grans que qualsevol historiador els pot identificar […] Les nombroses improbabilitats presents al guió mostren que l'escriptura d'aquest últim no va ser precedida d'un estudi històric seriós». El centre de la controvèrsia va ser la representació de la massacre de Sétif al començament de la pel·lícula. L'informe deia: «El director vol suggerir que el 8 de maig de 1945, els musulmans de Sétif van ser massacrats a cegues pels europeus, tot i que el que va passar és el contrari […]. Tots els historiadors estan d'acord que […] els europeus van atacar els musulmans en resposta als musulmans que massacraven europeus». Aquesta reacció està en desacord amb la història convencional, que va concloure que, després de restablir l'ordre a la ciutat, l'exèrcit i la policia francesos van dur a terme una sèrie de represàlies i execucions sumàries de civils nadius. Abans fins i tot de veure la pel·lícula, Luca també va criticar la decisió de donar finançament públic a una pel·lícula que considerava «antifrancesa». Mustapha Orif, un dels coproductors de la pel·lícula, va respondre a les acusacions i va defensar la representació de la massacre que la pel·lícula feia. «Rachid Bouchareb va entrevistar moltes persones, testimonis i historiadors. Des d'aquest punt de vista, no crec en absolut que s'hagi desviat de la realitat històrica», va dir.

### Taquilla
La pel·lícula es va estrenar a 400 pantalles a França, amb 195.242 entrades al cap d'una setmana, la qual cosa va igualar un cinquè lloc a la llista nacional de taquilles. El nombre de pantalles es va augmentar a 437 durant la segona setmana, però la pel·lícula va caure al vuitè lloc de la llista. Quan va acabar el recorregut en sales, s'havien venut un total de 393.335 entrades. Això va ser considerablement inferior als 3.227.502 que Dies de glòria van aconseguir quatre anys abans. El 10 d'abril de 2011, Box Office Mojo va informar que els ingressos mundials de Hors-la-loi corresponien a 3.298.780 dòlars dels EUA.

### Reconeixements
La pel·lícula va ser nominada a Millor guió a la 16a cerimònia dels Lumières, votada per periodistes estrangers que treballen a París. Va ser seleccionada com una de les cinc nominacions al Millor pel·lícula en llengua estrangera als Premis Oscar de 2010, representant a Algèria. Va ser la tercera vegada que una pel·lícula dirigida per Bouchared era nominada a la categoria, després de Poussières de vie el 1996 i Dies de glòria el 2007.

## Seqüela
Bouchareb ha manifestat el seu desig de fer una tercera entrega que acabés amb una trilogia que va començar amb Dies de glòria i va continuar amb Hors-la-loi. Espera poder-lo produir quatre o cinc anys després d'Hors-la-loi. Serà una continuació temàtica de les dues pel·lícules anteriors i se centrarà en «50 anys d’immigració».